# Poljubinj
Poljubinj je naselje v Občini Tolmin.